# 戒贤
戒贤（羅馬化：Śīlabhadra，529年—645年），音譯尸羅跋陀羅（尸羅義爲戒律，跋陀羅義爲賢者），東印度三摩呾吒國之王族，屬於婆羅門種姓。為印度大乘瑜伽行派著名论师。印度摩竭陀國那爛陀寺的住僧。

## 生平
戒賢出身于东印度王族，投那烂陀寺出家，师事护法，曾代师与外道辩论而获胜。他长期主持那烂陀寺，弘扬唯识派学说，為玄奘大师的印度教授师。他判佛教为有、空、中三时，主张五种姓说。
与其师护法英年早逝形成鲜明对比，戒贤大师很长寿，在玄奘到达那烂陀寺时，戒賢已是106岁高龄，他殚精竭虑、不辞辛劳，用几年的时间，将自己的知识悉数传授给玄奘，由玄奘传来中国，而後又传到高丽和日本。

## 師承
- 護法 (人名)

## 弟子
- 玄奘
- 親光 [3]
- 勝軍 [4]

## 著述
著有《佛地經論》。

## 外部連結
- 玄奘大師和戒賢論師 （页面存档备份，存于）